# Tervueren
Der Tervueren ist eine Varietät des Belgischen Schäferhundes, einer von der FCI anerkannten belgischen Hunderasse (FCI-Gruppe 1, Sektion 1, Standard Nr. 15). Der Tervueren gehört neben dem Groenendael zu den langhaarigen Varietäten des belgischen Schäferhundes.
So sehr sich die Belgischen Schäferhunde auch in Hinblick auf das Fell unterscheiden, so einheitlich sind sie doch in allen anderen Merkmalen wie Körperbau, typischem Verhalten und Wesen.
Die Hunde sind von rotbrauner Farbe mit schwarzer Maske und schwarzer Charbonnage. Mit Charbonnage ist der schwarze Anflug im Fell gemeint, der durch die schwarz gefärbten Haarspitzen entsteht – was den Eindruck vermittelt, als habe man dem Hund mit berußter Hand über das Fell gestrichen. Außer in rotbraun kommt der Tervueren auch noch in allen Braunschattierungen bis hin zu beige oder grau vor, auch hier mit schwarzer Maske und Charbonnage.
Der Belgische Schäferhund kann als reiner Familienhund gehalten werden oder als Begleiter beim Hundesport. Auch als Rettungshund ist er vielfach anzutreffen. Durch seinen Lerneifer ist er für viele Beschäftigungen zu begeistern und eignet sich für eine Vielzahl von Hundesportarten, wie beispielsweise dem Turnierhundesport oder Agility.
Obwohl sie eine gemeinsame Rasse bilden, dürfen die Varietäten nicht miteinander gekreuzt werden. In Sonderfällen können die nationalen Zuchtverbände Ausnahmen bewilligen.